# Znaczki pocztowe Wolnego Miasta Gdańska
Znaczki pocztowe Wolnego Miasta Gdańska – po utworzeniu Wolnego Miasta Gdańska w dniu 15 listopada 1920 nowy organizm państwowy utworzył własny system pocztowy. Początkowo wykorzystywał istniejące i znajdujące się w obiegu niemieckie znaczki pocztowe, nanosząc na nie własne nadruki. Następnie rozpoczął produkcję własnych znaczków pocztowych.

## 1920–1923
Wykorzystywane w obiegu znaczki niemieckie oraz nowe, własne z wartością w marce niemieckiej.

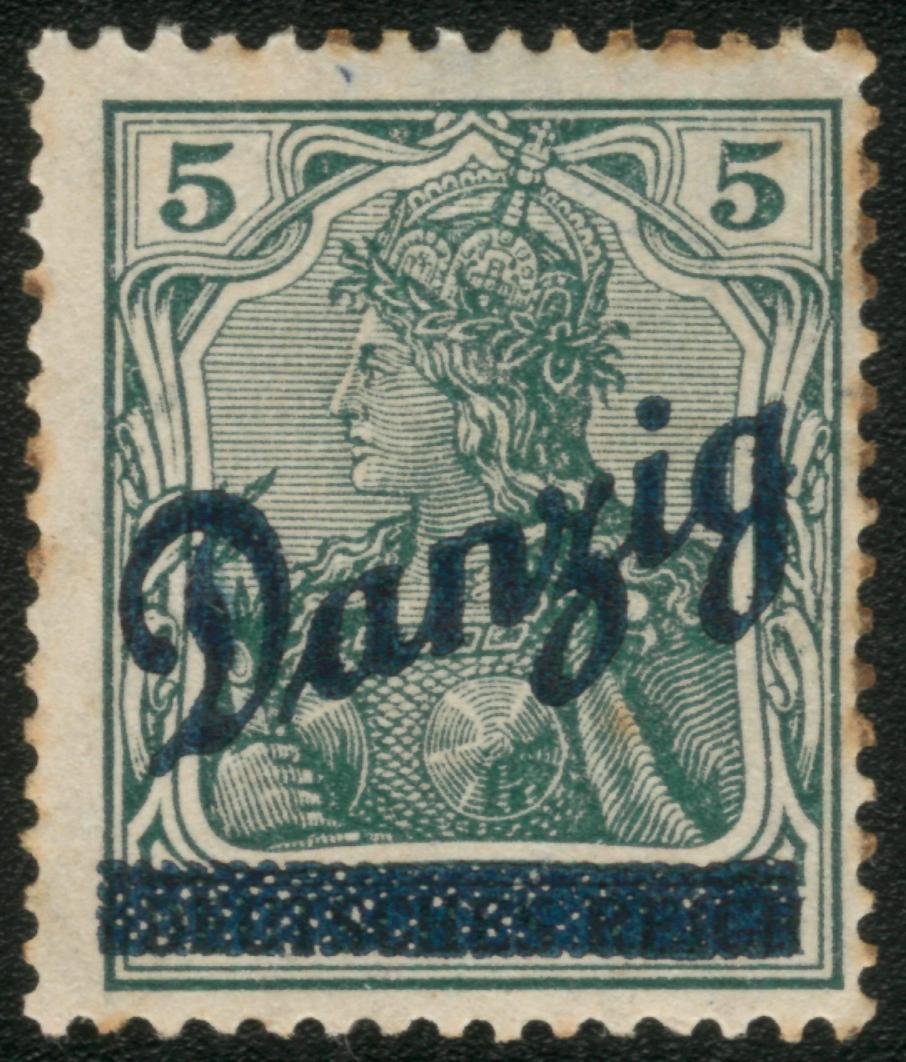
5 fenigów, 1920
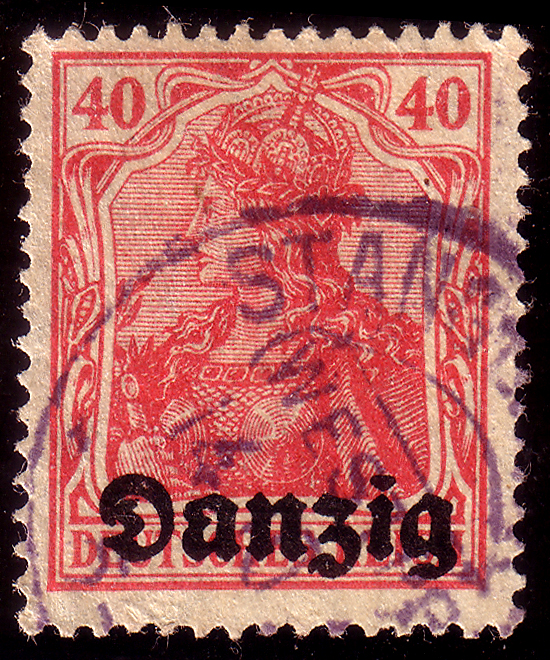
40 fenigów, 1920
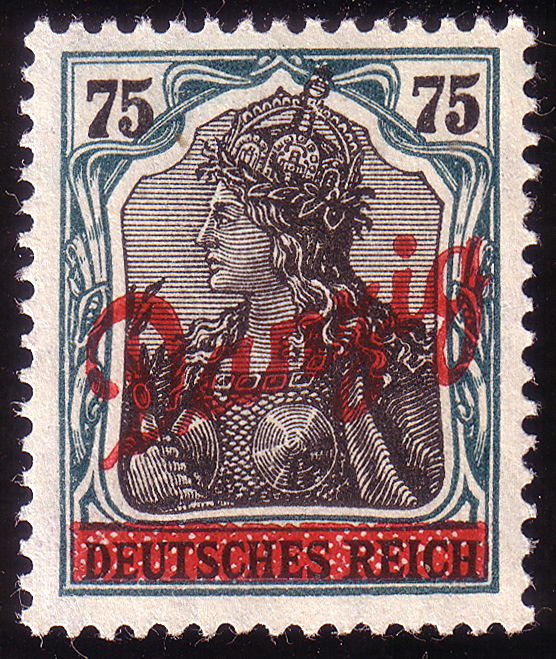
75 fenigów, 1920
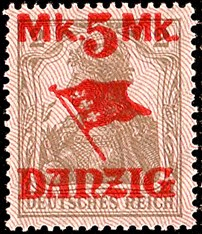
5 marek, nadruk nowej wartości z flagą W. M. Gdańska
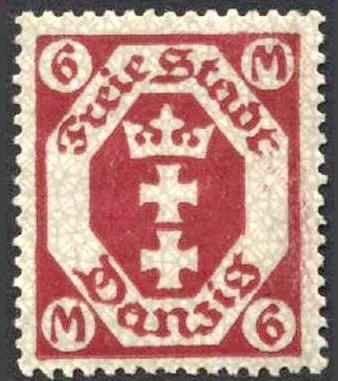
6 marek, 1922
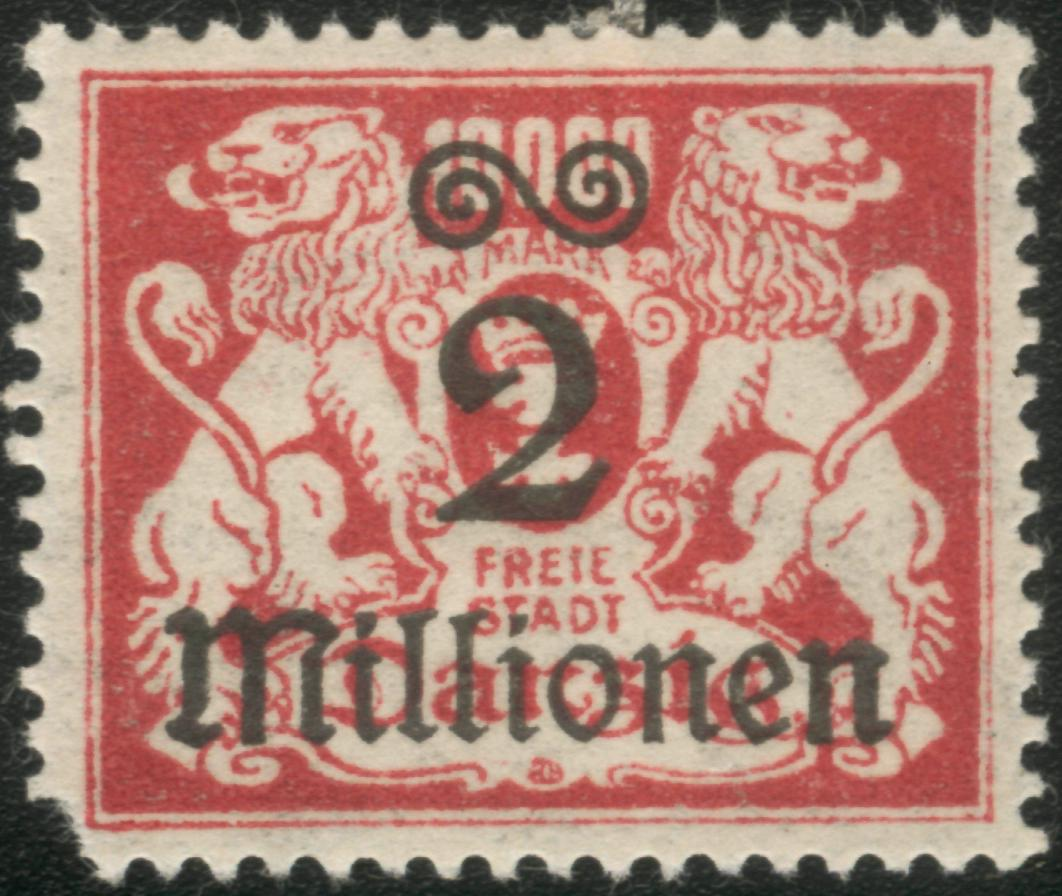
2 miliony marek nadrukowane na 10 tysiącach marek

## 1923–1939
Nowe znaczki po wprowadzeniu jesienią 1923 nowej, własnej waluty, guldena gdańskiego zastępującego markę niemiecką.

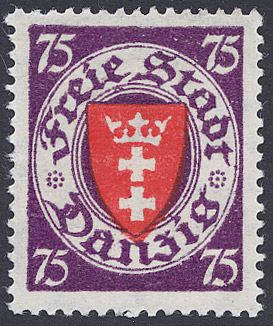
75 fenigów, 1924
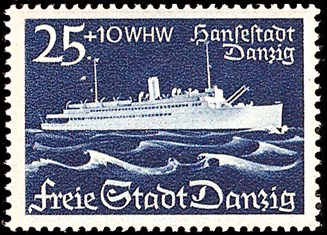
25 fenigów + 10 fenigów dopłaty na pomoc zimową, 1938
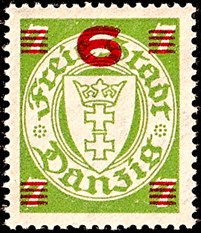
Przedruk wartości, 1934-1936
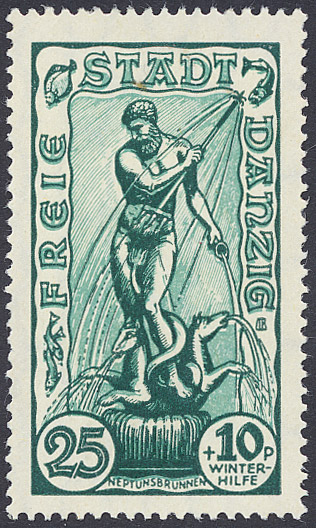
25 fenigów + 10 fenigów dopłaty na pomoc zimową, 1937
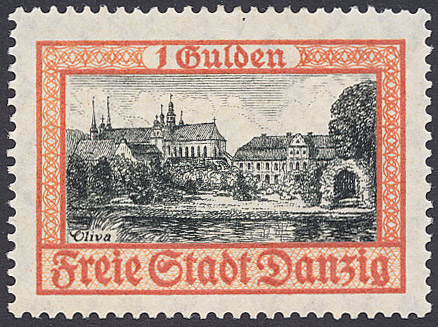
1 gulden, 1938. Motywem jest Park Oliwski

## Po 1 września 1939
1 września 1939 Niemcy włączyli Wolne Miasto Gdańsk do III Rzeszy. Wyprodukowane znaczki Wolnego Miasta Gdańska wykorzystywano w III Rzeszy, dzięki naniesieniu nadruków z wartością w reichsmarce.

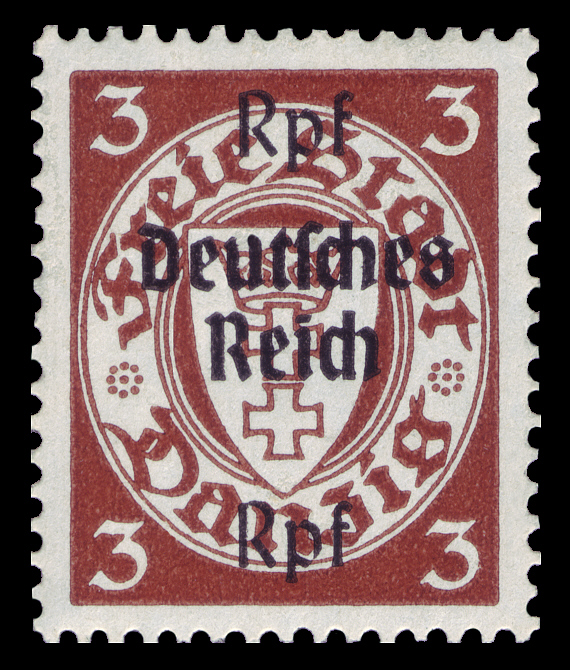
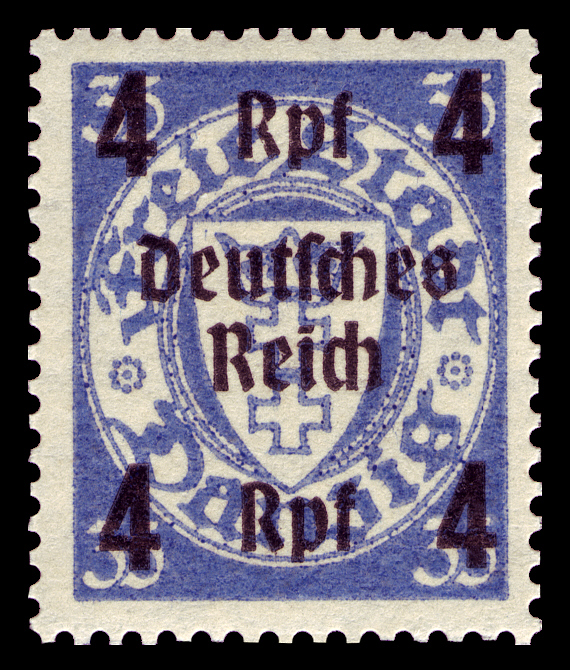
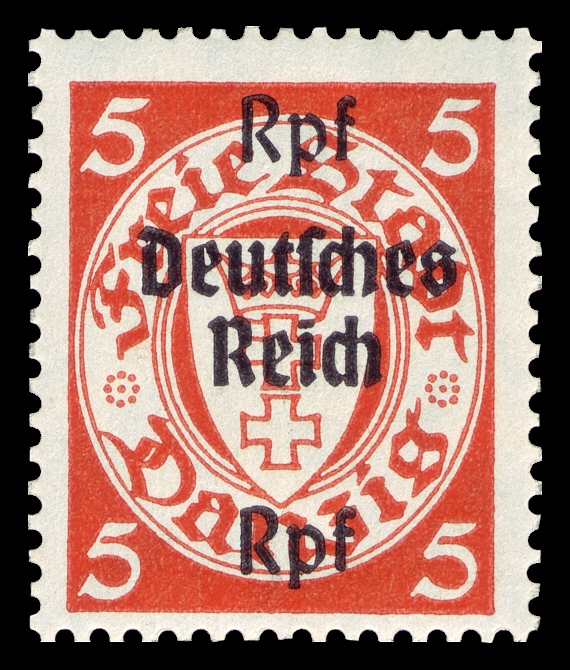
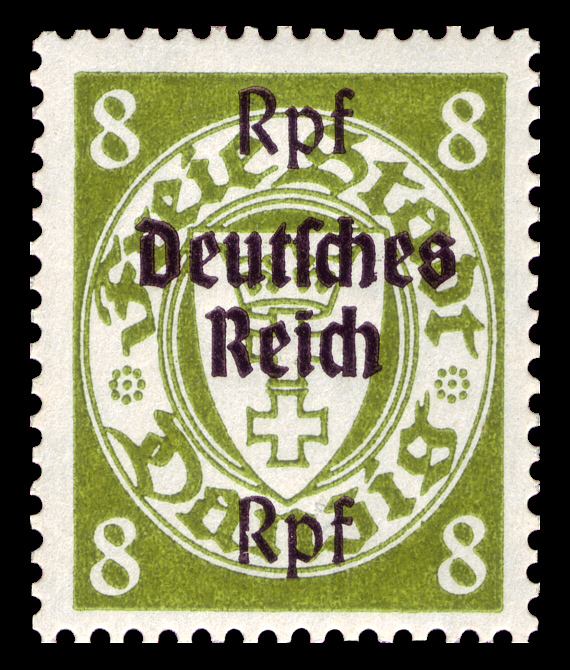
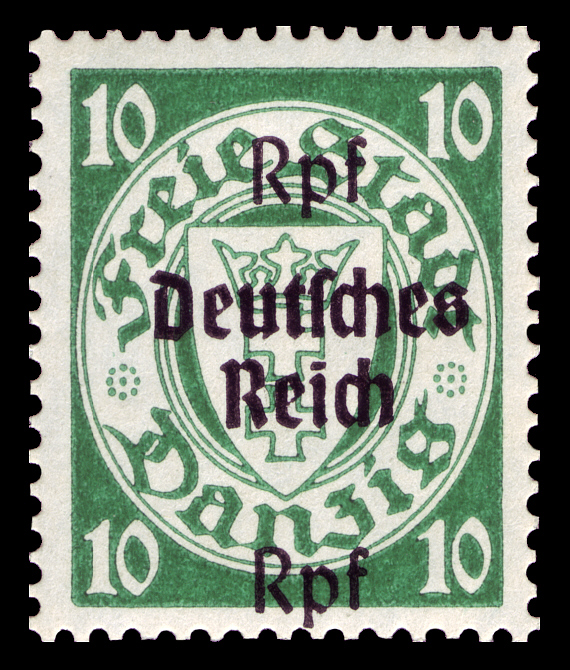
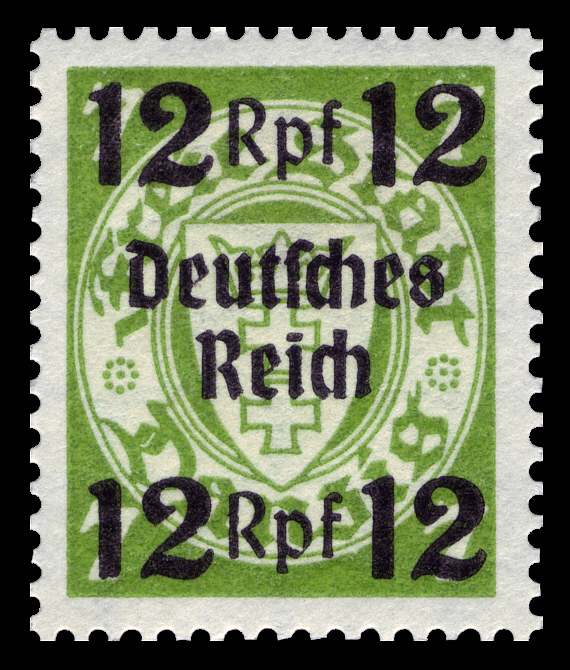
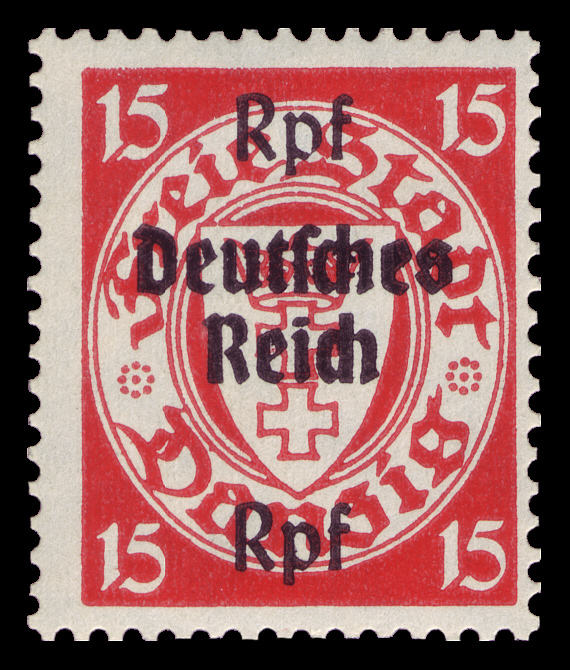
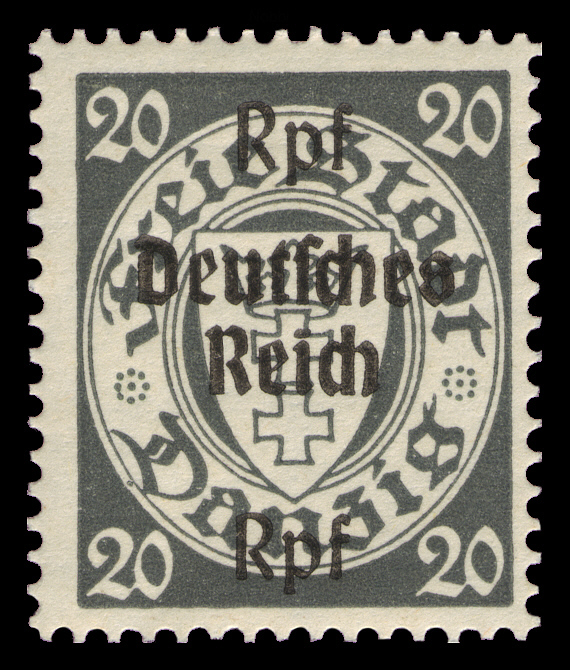
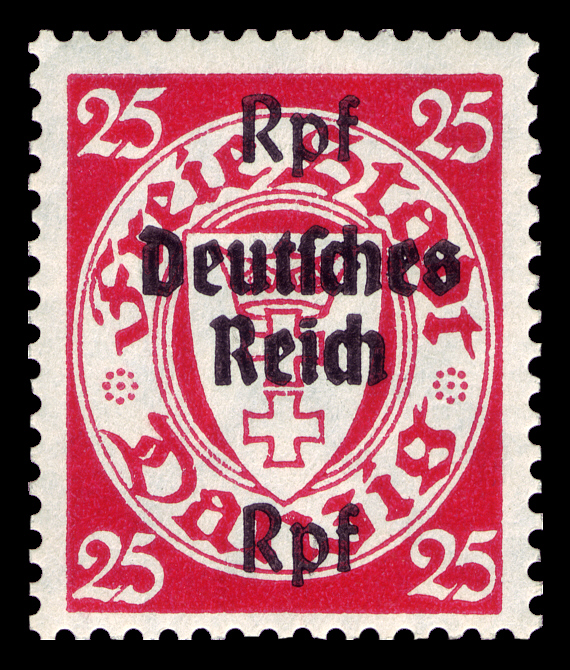
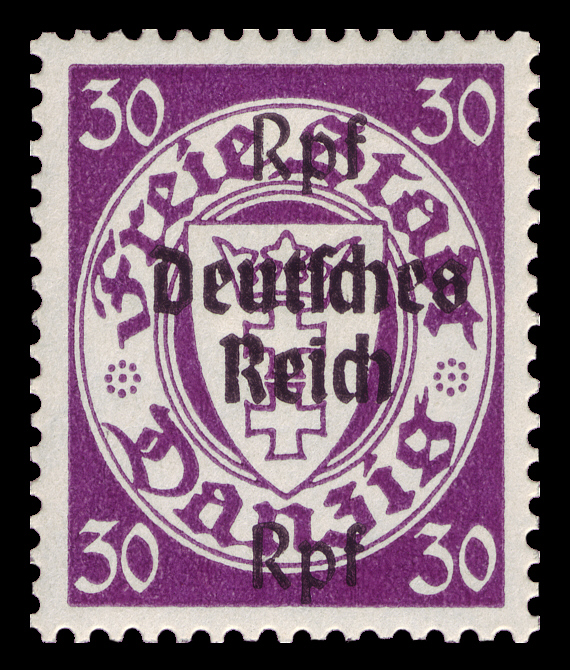
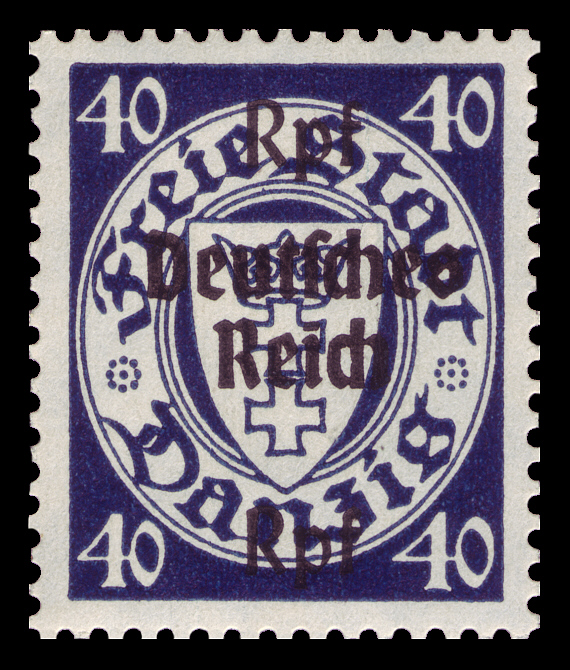
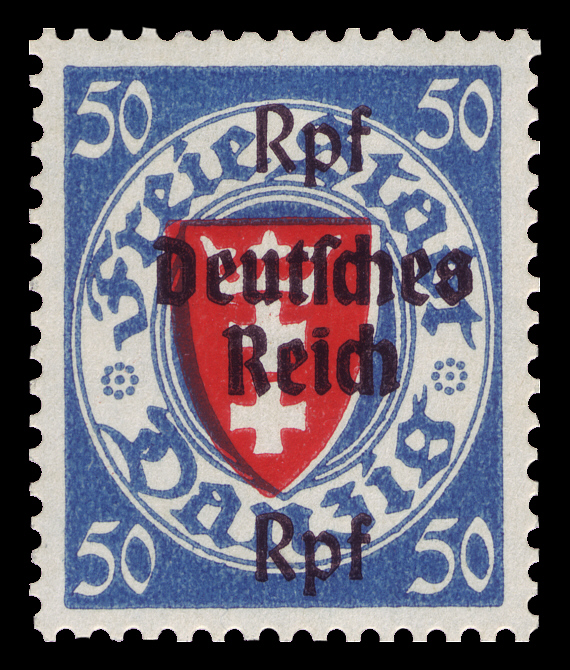